# - (album)
- (czyt. z ang. Subtract) – szósty album studyjny brytyjskiego piosenkarza Eda Sheerana wydany 5 maja 2023 roku nakładem wytwórni Asylum i Atlantic. Pierwszym singlem promującym płytę został wydany 24 marca "Eyes Closed", następnie 21 kwietnia "Boat" i 3 maja "Life Goes On".
- zadebiutował jako numer jeden w Australii, Austrii, Belgii, Holandii, Francji, Niemczech, Irlandii, Nowej Zelandii, Polsce, Szkocji, Szwecji, Szwajcarii i Wielkiej Brytanii. Dotarł również do pierwszej dziesiątki w jedenastu innych krajach, w tym w Stanach Zjednoczonych, Kanadzie, Włoszech i Hiszpanii. 

## Lista utworów
Edycja standardowa
| Nr  | Tytuł utworu             | Tytuł                                             | Długość |
| --- | ------------------------ | ------------------------------------------------- | ------- |
| 1.  | „Boat”                   | Ed Sheeran, Aaron Dessner                         | 3:05    |
| 2.  | „Salt Water”             | Ed Sheeran, Aaron Dessner                         | 3:59    |
| 3.  | „Eyes Closed”            | Ed Sheeran, Aaron Dessner, Shellback, Fred Gibson | 3:14    |
| 4.  | „Life Goes On”           | Ed Sheeran, Aaron Dessner                         | 3:30    |
| 5.  | „Dusty”                  | Ed Sheeran, Aaron Dessner                         | 3:42    |
| 6.  | „End Of Youth”           | Ed Sheeran, Aaron Dessner                         | 3:51    |
| 7.  | „Colourblind”            | Ed Sheeran, Aaron Dessner                         | 3:29    |
| 8.  | „Curtains”               | Ed Sheeran, Aaron Dessner                         | 3:44    |
| 9.  | „Borderline”             | Ed Sheeran, Aaron Dessner                         | 3:57    |
| 10. | „Spark”                  | Ed Sheeran, Aaron Dessner                         | 3:34    |
| 11. | „Vega”                   | Ed Sheeran, Aaron Dessner                         | 2:58    |
| 12. | „Sycamore”               | Ed Sheeran, Aaron Dessner                         | 2:50    |
| 13. | „No Strings”             | Ed Sheeran, Aaron Dessner                         | 2:54    |
| 14. | „The Hills of Aberfeldy” | Ed Sheeran, Aaron Dessner, Foy Vance              | 3:15    |
|     |                          |                                                   | 48:02   |

Edycja deluxe CD
| Nr | Tytuł utworu  | Tytuł                     | Długość |
| -- | ------------- | ------------------------- | ------- |
| 1. | „Wildflowers” | Ed Sheeran, Aaron Dessner | 2:58    |
| 2. | „Stoned”      | Ed Sheeran, Aaron Dessner | 3:17    |
| 3. | „Toughest”    | Ed Sheeran, Aaron Dessner | 3:33    |
| 4. | „Moving”      | Ed Sheeran, Aaron Dessner | 3:35    |

Edycja japońska CD
| Nr | Tytuł utworu | Tytuł                                                              | Długość |
| -- | ------------ | ------------------------------------------------------------------ | ------- |
| 1. | „F64”        | Ed Sheeran, Daniel Benson, David Omoregie, Fred Gibson, JAE5, FRED | 3:24    |

Edycja deluxe winyl
| Nr | Tytuł utworu     | Tytuł                     | Długość |
| -- | ---------------- | ------------------------- | ------- |
| 1. | „Balance”        | Ed Sheeran, Aaron Dessner | 2:56    |
| 2. | „Fear”           | Ed Sheeran, Aaron Dessner | 3:15    |
| 3. | „Get Over It”    | Ed Sheeran, Aaron Dessner | 3:08    |
| 4. | „Ours”           | Ed Sheeran, Aaron Dessner | 3:42    |
| 5. | „Boat (Reprise)” | Ed Sheeran, Aaron Dessner |         |

## Notowania i certyfikaty
| Lista przebojów (2021)              | Najwyższa pozycja |
| ----------------------------------- | ----------------- |
| Australia (ARIA Charts)             | 1                 |
| Austria (Ö3 Austria Top 40)         | 1                 |
| Belgia (Ultratop Flandria)          | 1                 |
| Belgia (Ultratop Walonia)           | 1                 |
| Czechy (ČNS IFPI)                   | 9                 |
| Dania (Album Top-40)                | 2                 |
| Finlandia (Suomen virallinen lista) | 5                 |
| Francja (SNEP)                      | 1                 |
| Hiszpania (PROMUSICAE)              | 4                 |
| Irlandia (IRMA)                     | 1                 |
| Japonia (Oricon)                    | 8                 |
| Kanada (Billboard Canadian Albums)  | 2                 |
| Litwa (Albumų Top 100)              | 26                |
| Niemcy (Media Control Charts)       | 1                 |
| Norwegia (VG-Lista)                 | 2                 |
| Nowa Zelandia (Recorded Music NZ)   | 1                 |
| Polska (OLiS)                       | 1                 |
| Portugalia (AFP)                    | 2                 |
| Stany Zjednoczone (Billboard 200)   | 2                 |
| Szwajcaria (Alben Top 100)          | 1                 |
| Szwecja (Sverigetopplistan)         | 1                 |
| Węgry (MAHASZ)                      | 16                |
| Wielka Brytania (OCC)               | 1                 |
| Włochy (FIMI)                       | 2                 |

| Kraj                  | Certyfikat  | Sprzedaż |
| --------------------- | ----------- | -------- |
| Wielka Brytania (BPI) | złota płyta | 100 000  |